# 奥布学术大学
60°27′14″N 22°16′43″E / 60.45389°N 22.27861°E
奥布学术大学是芬兰唯一的以瑞典语授课的综合性大学，成立于1918年，坐落在芬兰西南部城市图尔库。这所大学在2016年有员工1200人，其中教学和研究人员650人；学生总数6280人，其中硕士研究生5500人、博士研究生780人。

## 历史

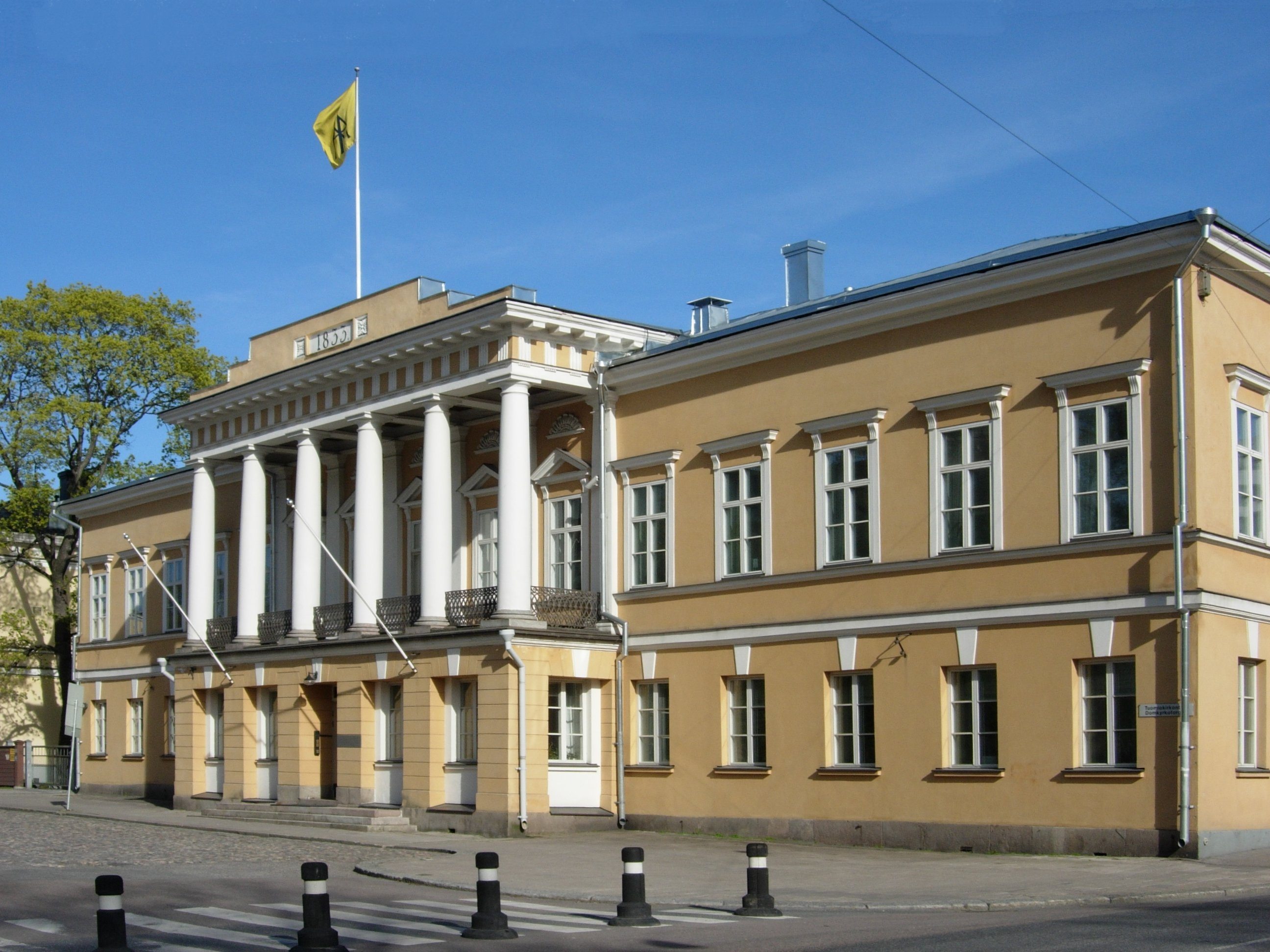
奥布学术大学主楼

1640年，芬兰处于瑞典的统治下，瑞典人在当时的芬兰首都图尔库（城市瑞典语名字的中译为“奥布”）建立了奥布皇家学院。这是瑞典帝国继乌普萨拉大学和塔尔图大学之后的第三所大学。19世纪初，芬兰被俄罗斯帝国占领，俄国人于1812年将芬兰首都迁至离俄国更近的赫尔辛基。1827年的图尔库大火灾烧毁了图尔库的大部分城区，导致仍留在图尔库的政府部门彻底迁往赫尔辛基，其中也包括奥布皇家学院。奥布皇家学院在赫尔辛基继续开展教学，成为今天赫尔辛基大学的前身。
奥布皇家学院的迁移致使图尔库这个芬兰重镇面临没有一所大学的局面。这一局面持续了近两个世纪。到了20世纪初，当地一批富裕人士决定筹集资金，重新建立一所瑞典语授课的大学。1918年，奥布学术大学成立，包括三个学院：文学院、数学与自然科学学院和政治学院。其中政治学院属北欧首家。奥布学术大学的首批学生于1919年1月入学。19世纪20年代，化工、神学、经济学等学科也相继设立。
第二次世界大战结束后，由于私人资金十分有限，奥布学术大学面临财政上的严重困难。1951年，大学获得了首笔政府补助。政府补助到1963年变为永久性质。而1981年起，奥布学术大学则完全转变为公立大学。
奥布学术大学分别于1974年和1992年在瓦萨设立了教育学院和社会与护理学院。1995年又在雅各布斯塔德设立了教育学院的一个分部。

## 教学与研究单位
奥布学术大学设有七个學院，分别是文学院、数学与自然科学学院、经济与社会科学学院、工学院、神学院、教育学院（位于瓦萨）、社会与护理学院（位于瓦萨）。
此外，学校的独立院所有图尔库生物技术中心、语言交流中心、图尔库继续教育中心、瓦萨继续教育中心、传媒城（位于瓦萨）、图尔库正电子发射计算机断层扫描中心（PET中心）、航海研究所、图尔库计算机科学中心等。其中图尔库生物技术中心由图尔库大学、奥布学术大学联合创办；PET中心由图尔库大学、奥布学术大学和图尔库大学医院合办；而图尔库计算机科学中心由图尔库大学、奥布学术大学、图尔库经济学院和图尔库应用科学大学合办。